# 名古屋センタータワー
名古屋センタータワー（なごやセンタータワー） は、愛知県名古屋市中区上前津にある超高層ビルである。

## 概要
三重交通グループが開発・販売したタワーマンションで上前津駅の近くのYMCA跡に建設された。長谷工としては名古屋市で初めて建設した超高層免震タワーマンションとなっている。
20階には共用施設のスカイラウンジが設置されている。
名古屋市営地下鉄名城線・鶴舞線 上前津駅からほど近く、松坂屋本店や名古屋パルコ、大須商店街などが周辺地区に所在している。大通り沿いに所在しておらず、やや奥まった立地のタワーマンションが特徴となっている。